# Natalia Juśkiewicz
Natalia Juśkiewicz – polska skrzypaczka znana z interpretacji muzyki fado na skrzypcach.
Urodziła się w Koszalinie. Naukę gry na skrzypcach rozpoczęła mając 7 lat.
Jest absolwentką Akademii Muzycznej w Poznaniu.
Kilka lat po ukończeniu studiów zamieszkała w Portugalii.
Stworzyła autorski projekt A violin in the Fado.
Jej interpretacje fado zyskały uznanie w Portugalii. Otrzymała między innymi prestiżową nagrodę "Rewelacja w Fado".
Występuje obok innych, uznanych interpretatorów fado w ważnych, narodowych koncertach takich jak koncert z okazji umieszczenia fado na liście arcydzieł ustnego i niematerialnego dziedzictwa ludzkości UNESCO.
Pod koniec roku 2011 ukazała się jej pierwsza płyta Um violino no fado, na której znajdują się skrzypcowe wersje tradycyjnych pieśni fado takich jak Com Que Voz czy Canção do Mar.